# Церковь Введения во храм Пресвятой Богородицы в Черневе
Храм Введения во храм Пресвятой Богородицы в Черневе — православный храм в районе Южное Бутово в Москве, недалеко от станции метро Бунинская Аллея. Относится к Параскево-Пятницкому благочинию Московской епархии Русской православной церкви.

## История
Первым указом нового мэра Москвы Сергея Собянина было распоряжение от 28 октября 2010 года о выделении 0,9 гектара земли общине под строительство нового храма. Был утверждён проект, который подразумевает строительство крестово—купольного трёхапсидного храма в древнерусском стиле. Верхний храм с основным приделом рассчитан больше чем на 1000 прихожан, в нижнем будет расположен крестильный храм и церковная лавка. Территория рядом будет благоустроена, предусмотрена парковка на 40 машин для сотрудников и детская площадка. В дальнейшем будут построены помещения для разросшейся приходской воскресной школы, которая существует уже около 15 лет.
4 декабря 2010 года, в праздник Введения во храм Пресвятой Богородицы, было совершено торжественное архиерейское богослужение в храме Рождества Христова в Чернево. После службы, на месте строительства будущего храма был совершён чин освящения перед будущей закладкой камня и воздвигнут крест.
14 октября 2011 года состоялась церемония освящения закладки собора.

## Духовенство
- Настоятель — иерей Николай Головинов
- Почетный настоятель — протоиерей Игорь Фёдоров
- Протоиерей Александр Долганов
- Иерей Василий Белов
- Иерей Анатолий Тамбов
- Иерей Александр Никитин[4].